# Psilocybe isabelae
Psilocybe isabelae es una especie de hongo de la familia Hymenogastraceae.

## Clasificación y descripción de la especie
Esta especie fue descrita en el año de 1999 por el Dr. Gastón Guzmán, especialista en el estudio del género Psilocybe en México. Puede confundirse con Psilocybe subtropicalis y P. herrerae, de las que se diferencia por carecer de la base bulbosa en el estípite (caracteriza a la primera) y la base rizomórfica (la segunda). Posee un píleo de 7 mm de diámetro, convexo-subcampanulado, liso a estriado surcado en el margen, higrófano, de color café anaranjado en el umbo, a café ocre obscuro y moreno en el margen. Láminas subadherentes y cortamente sinuadas, de color café ocre a café violáceo negruzco, con los márgenes blanquecinos. Estípite de hasta 70 x 1.5 mm, central, uniforme en grosor, hueco, liso, con la base cubierta de micelio blanco. Velo ausente. Contexto blanquecino en el píleo, a ocre en el estípite; se mancha de azul verdoso a negro azuloso al cortarse. Con olor y sabor farináceos. Esporas de 7-8.5(-9) x 5-6(-6.5) µm, subrómbicas en vista frontal o subelípticas en perfil, con pared gruesa de hasta 1 µm de grosor, lisa y de color café amarillento, con un ancho poro germinal y un corto apéndice hilar en vista frontal. Pleurocistidios de (12-)15-25 x (3.5-)5-6(-7) µm, hialinos, ventricoso-rostrados o submoniliforme-rostrados. Queilocistidios de 13-25(-30) x (4-)5-8(-9) µm, hialinos, ventricoso-rostrados, a veces con formas irregulares y con 2 o 3 cuellos irregulares en tamaño y posición. Subhimenio subcelular, con elementos irregulares en forma, de 3-12 µm de ancho. Trama himenoforal regular, hialina, con hifas de 2-4 µm de ancho y subglobosas, de 10-27 µm de ancho. Película del píleo subgelatinizada, con hifas de 3-4 µm de ancho. Hipodermio con hifas de 2.5-8 µm, postradas, de pared delgada y con incrustaciones irregulares, de color café obscuro. Fíbulas comunes.

## Distribución de la especie
Esta especie es endémica de México, se ha colectado solo en el estado de Veracruz.

## Ambiente terrestre
Esta especie se desarrolla en bosque mesófilo de montaña, crece en el suelo, entre los pastos y es de hábito solitario.

## Estado de conservación
Se conoce muy poco de la biología y hábitos de los hongos, por eso la mayoría de ellos no se han evaluado para conocer su estatus de riesgo (Norma Oficial Mexicana 059).